# Боргояков, Михаил Иванович
Михаил Иванович Боргояков (05.05.1930, с. Нижняя Тёя Аскизского района Хакасского округа — 15.10.1983, г. Абакан) — хакасский лингвист, доктор филологических наук.
Окончил Абаканский государственный педагогический институт, работал в Хаккнигиздате, окончил аспирантуру при Ленинградском государственном университете, в 1961 защитил 
кандидатскую диссертацию на тему «Прямое дополнение в хакасском языке», после чего работал в должности старшего научного  сотрудника, а затем заведующим сектором языка ХакНИИЯЛИ. Диапазон научных интересов охватывал все стороны хакасского языка, которым посвящены многочисленные статьи, выступления на различных тюркологических конференциях.
Основная работа — монография «Развитие падежных форм и их значений в хакасском языке» (Абакан, 1976), в которой рассматривается история формирования категории падежа. В монографии «Источники и история изучения хакасского языка» (Абакан, 1981) подробно рассматриваются прямые и косвенные источники, позволяющие проследить историю формирования хакасского языка. На базе названных монографий защитил докторскую диссертацию на тему «Проблемы формирования и развития хакасского языка» (1979).
Наряду с исследовательской работой, занимался педагогической деятельностью в Абаканском пединституте, читал теоретические курсы по истории хакасского языка, участвовал в разработке учебников для хакасских школ. С 1976 представлял сибирскую тюркологию в советском комитете тюркологов.

## Память

Проводятся Боргояковские чтения, памятная доска М. И. Боргоякову водружена на стене ХакНИИЯЛИ, в котором он длительное время работал.